# Pouteria ramiflora
Pouteria ramiflora är en tvåhjärtbladig växtart som först beskrevs av Carl Friedrich Philipp von Martius, och fick sitt nu gällande namn av Ludwig Radlkofer. Pouteria ramiflora ingår i släktet Pouteria och familjen Sapotaceae. Inga underarter finns listade i Catalogue of Life.